# Mönchgut (gmina)
Mönchgut – gmina w Niemczech, w kraju związkowym Meklemburgia-Pomorze Przednie, w powiecie Vorpommern-Rügen, wchodząca w skład związku gmin Mönchgut-Granitz.
Powstała 1 stycznia 2018 z połączenia trzech gmin: Gager, Middelhagen oraz Thiessow. Leży pomiędzy Morzem Bałtyckim a Zatoka Rugijską, ok. 20 km od miasta Bergen auf Rügen.
Nazwa gminy wywodzi się od półwyspu o tej samej nazwie, który znajduje się w południowo-wschodniej części wyspy Rugia.
Przez gminę przebiega droga krajowa B196.